# مكسيم نيداسيكاو
مكسيم نيداسيكاو (مواليد 21 يناير 1998) هو لاعب قفز عالي بيلاروسي، فاز بـالميدالية البرونزية في أولمبياد 2020.